# District de Fuxing
Pour les articles homonymes, voir Fuxing.
Le district de Fuxing (复兴区 ; pinyin : Fùxīng Qū) est une subdivision administrative de la province du Hebei en Chine. Il est placé sous la juridiction de la ville-préfecture de Handan.